# Boothapandi
Boothapandi es una ciudad y nagar Panchayat situada en el distrito de Kanyakumari en el estado de Tamil Nadu (India). Su población es de 15931 habitantes (2011). Se encuentra a 8 km de Nagercoil. 

## Demografía
Según el censo de 2011 la población de Boothapandi era de 15931 habitantes, de los cuales 7898 eran hombres y 8033 eran mujeres. Boothapandi tiene una tasa media de alfabetización del 91,04%, superior a la media estatal del 80,09%: la alfabetización masculina es del 93,25%, y la alfabetización femenina del 88,87%.